# Tibor Mezőfi
Tibor Mezőfi (Rákospalota, 18 marzo 1926 – Budapest, 10 agosto 2000) è stato un cestista ungherese.

## Carriera
Con l'Ungheria ha disputato due edizioni dei Giochi olimpici (Londra 1948, Helsinki 1952) e quattro dei Campionati europei (1946, 1947, 1953, 1955).